# 9-те тисячоліття до н. е.
Дев'яте тисячоліття до н. е. (IX) — часовий проміжок з 9000 по 8001 рік до нашої ери.
Початок періоду неоліту епохи голоцену.
Населення Землі в 9 тисячолітті до н. е. становить від 5 до 10 млн осіб.

## Події

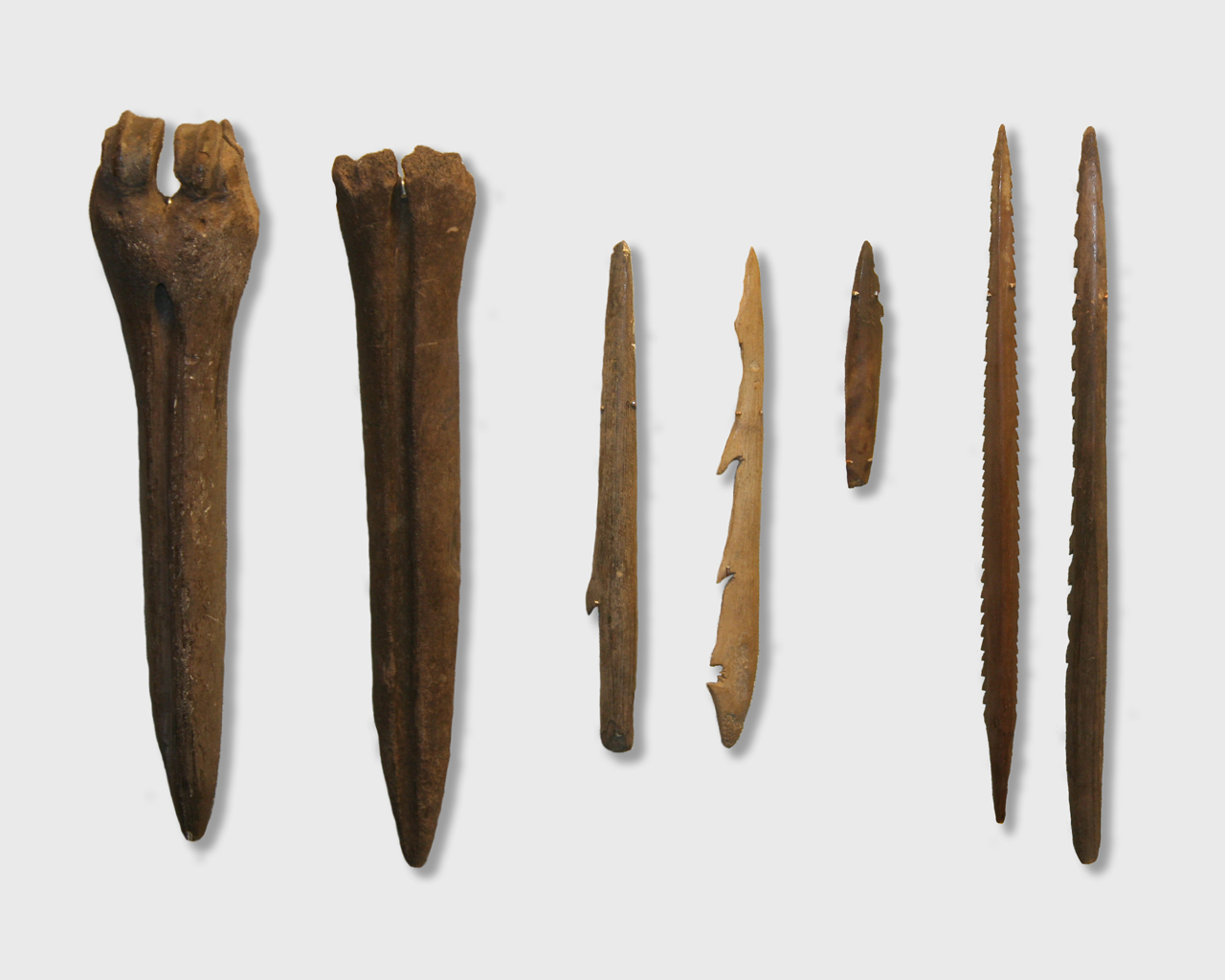
Знаряддя, виготовлені представниками кундської культури, Естонія

- Знаряддя, виготовлені представниками кундської культури, ЕстоніяПри переході від суспільства мисливців і збирачів до землеробських культур розвивається матріархат.
- На американському Середньому Заході розвивається Культура Фолсом.
- Найдавніші знахідки Кундської культури (Естонія).
- Розвиваються культури Гебеклі-Тепе (Шанлиурфа, Туреччина) та Джаде-ель-Мугара (біля Алеппо).
- Красносільська мезолітична культура в Поліссі
- Пісочнорівська мезолітична культура в Подесенні
- Близько 8900 до н. е. — перші сліди післяльодовикового заселення людьми території Фінляндії.
- Близько 8700 до н. е. — 8400 до н. е. — місцевість Стар-Карр в Йоркширі, Британія, населене маглемозійцями.
- Близько 8500 до н. е. — неолітична стоянка мисливців у Крамонді, Доісторична Шотландія.
- Близько 8350 до н. е. — неолітичне поселення в Єрихоні.
- Близько 8300 до н. е. — в Англію перебралися мисливці-кочівники.
- Близько 8300 до н. е. — початок мезолітичної культури Фосна—Генсбака в Скандинавії.
- Близько 8213 до н. е. — Білінгенська катастрофа — стрімкий витік Балтійського льодовикового озера у Північне море і їх з'єднання, що спричинило різке потепління клімату і швидку деградацію Скандинавського льодовика.
- Близько 8000 до н. е. — заселена стоянка Євре Ейкер у Норвегії.

## Винаходи та відкриття
- Сільське господарство в Месопотамії.
- Винахід лука та стріл.
- Одомашнення свині в Китаї.
- Одомашнення вівці у Північній Месопотамії.
- Одомашнення вівці, кози та свині[2] на Близькому Сході.
- Близько 8500 до н. е. — початок вирощування червоного перцю та двох видів бобів в Андах.
- Близько 8300 до н. е. — найдавніші знайдені рибальські сіті (сіть Антреа, експонується в Національному музеї Фінляндії).
- Близько 8200 до н. е. — дотепер найдавніший відомий човен-довбанка у світі (Каное з Пессе, Нідерланди).

## Культура

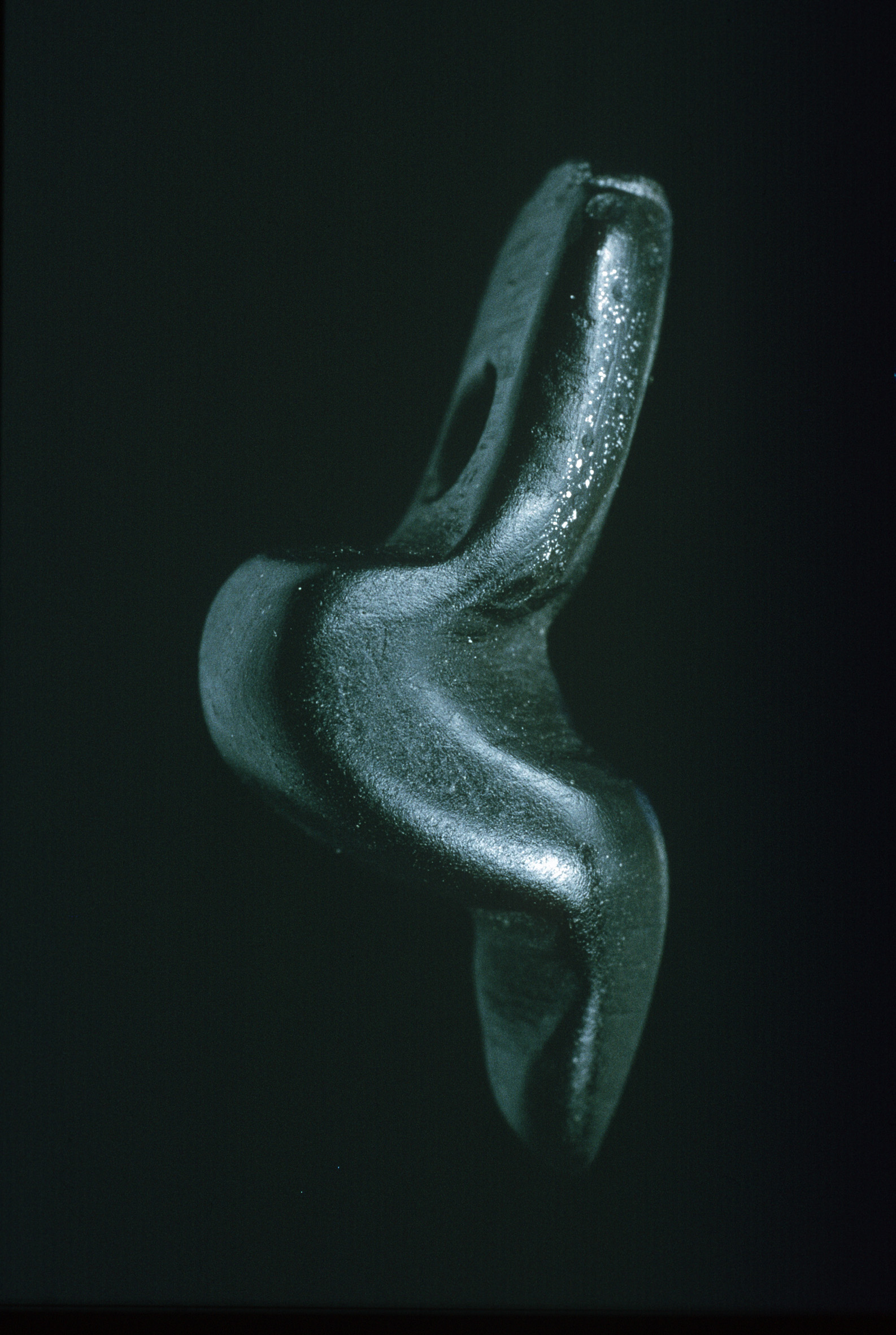
Венера з Монруц

- Близько 9000 до н. е. — Найбільш пізня з відомих статуеток палеолітичних венер (Венера з Монруц, Швейцарія).
- Близько 8800 до н. е. — Перші кам'яні статуї в Анатолії. Найдавніші глиняні статуї в Айн-Газалі (Йорданія).
- Мідне намисто і шпильки цього часу знайдено в Чайоню-Тепесі.